# Kościół Przemienienia Pańskiego w Lubani
Kościół Przemienienia Pańskiego w Lubani - kościół rzymskokatolicki położony we wsi Lubania w gminie Sadkowice, w powiecie rawskim, w województwie łódzkim.
Kościół został zbudowany w XIX wieku. Przy kościele znajdują się zabytkowe: cmentarz i kaplica.